# Karen Agustiawan
Karen Agustiawan (19 oktober 1958, Bandung) was van 2009 tot 2014 de hoogste bestuurder van het Indonesische staatsbedrijf Pertamina.
Tussen 1978 en 1983 heeft zij technische natuurkunde gestudeerd aan de Technische Hogeschool Bandoeng.  In 1984 begon zij haar carrière bij de Indonesische tak van Mobil Oil. Vanaf 1989 heeft ze drie jaar gewerkt in Dallas voor dit bedrijf. In 1992 vertrok ze bij Mobil en heeft vervolgens gewerkt voor Landmark Concurrent Solusi Indonesië en na de overname door Halliburton ook voor de laatste. In 2006 werd ze, als eerste vrouw, directeur van de upstreamdivisie van Pertamina. In 2009 maakte ze promotie en werd de hoogste bestuurder van heel Pertamina. Zij volgde Ari Soemarno op.
In 2014 werd ze herbenoemd weer voor een periode van vijf jaar voor de functie van CEO. Het staatsbedrijf is na Chevron Pacific Indonesia de grootste producent in Indonesië met een aandeel van 17% in de totale olieproductie. Agustiawan wil dit aandeel verhogen naar 50%, ook in samenwerking met partners, in haar tweede termijn. Zij was de eerste bestuurder die haar benoeming voor vijf jaar volledig heeft afgemaakt en zij is ook de eerste CEO, sinds 2000, die was herbenoemd.
In augustus 2014 heeft zij haar functie bij Pertamina opgezegd. Per 1 oktober ging zij officieel uit dienst. Daarna ging zij naar de Harvard-universiteit om les te geven en onderzoek te doen. 
Ze is getrouwd met Herman Agustiawan. Hij is lid van de National Energy Council (indonesisch: Dewan Energi Nasional (DEN)) en helpt bij het formuleren van het Indonesisch hernieuwbare energie beleid. Ze hebben samen drie kinderen.